# Tadeusz Rudolf
Tadeusz Rudolf (ur. 22 stycznia 1926 w Bochni, zm. 25 sierpnia 2018) – polski ekonomista, komunistyczny działacz młodzieżowy i polityk. Poseł na Sejm PRL V i VI kadencji, minister pracy, płac i spraw socjalnych (1974–1979) oraz minister bez teki (1979–1981).

## Życiorys
Syn Józefa i Zofii. Od 1945 należał do Polskiej Partii Robotniczej, a od 1948 do Polskiej Zjednoczonej Partii Robotniczej. W latach 1945–1948 był instruktorem Związku Walki Młodych w zakopiańskiej szkole spółdzielczej, której później był kierownikiem. Od 1950 pracował w Zarządzie Głównym Związku Młodzieży Polskiej w Warszawie. W latach 1948–1958 był I sekretarzem Komitetu Miejskiego PZPR (a początkowo PPR) w Zakopanem. Od 1954 do 1957 był słuchaczem Szkoły Partyjnej przy KC PZPR. W 1957 przewodniczący Komisji ds. Młodzieży w Warszawskim Komitecie Wojewódzkim PZPR. W latach 1957–1961 był sekretarzem Komitetu Centralnego Związku Młodzieży Socjalistycznej, od 1961 do 1964 słuchaczem Wyższej Szkoły Nauk Społecznych przy KC PZPR (uzyskując tytuł ekonomisty), w okresie 1964–1965 inspektorem w Wydziale Organizacyjnym Komitetu Centralnego PZPR, a od 1965 do 1968 zastępcą kierownika tego wydziału. Od 1968 do 1972 I sekretarz Komitetu Wojewódzkiego PZPR w Kielcach. W okresie 1968–1971 był zastępcą członka, a w latach 1971–1981 członkiem KC PZPR.
Od 1969 do 1976 był posłem na Sejm PRL V i VI kadencji.
Od 21 listopada 1974 do 8 lutego 1979 był ministrem pracy, płac i spraw socjalnych w rządzie Piotra Jaroszewicza oraz kolejnym pod jego przewodnictwem. Następnie od 8 lutego 1979 do 3 lipca 1981 był ministrem oraz I zastępcą przewodniczącego Komisji Planowania przy Radzie Ministrów w dotychczasowym rządzie oraz w rządzie Edwarda Babiucha, Józefa Pińkowskiego i Wojciecha Jaruzelskiego. W latach 1978–1982 był przewodniczącym Komisji Historii Ruchu Młodzieżowego przy Zarządzie Głównym Związku Socjalistycznej Młodzieży Polskiej.

## Śmierć

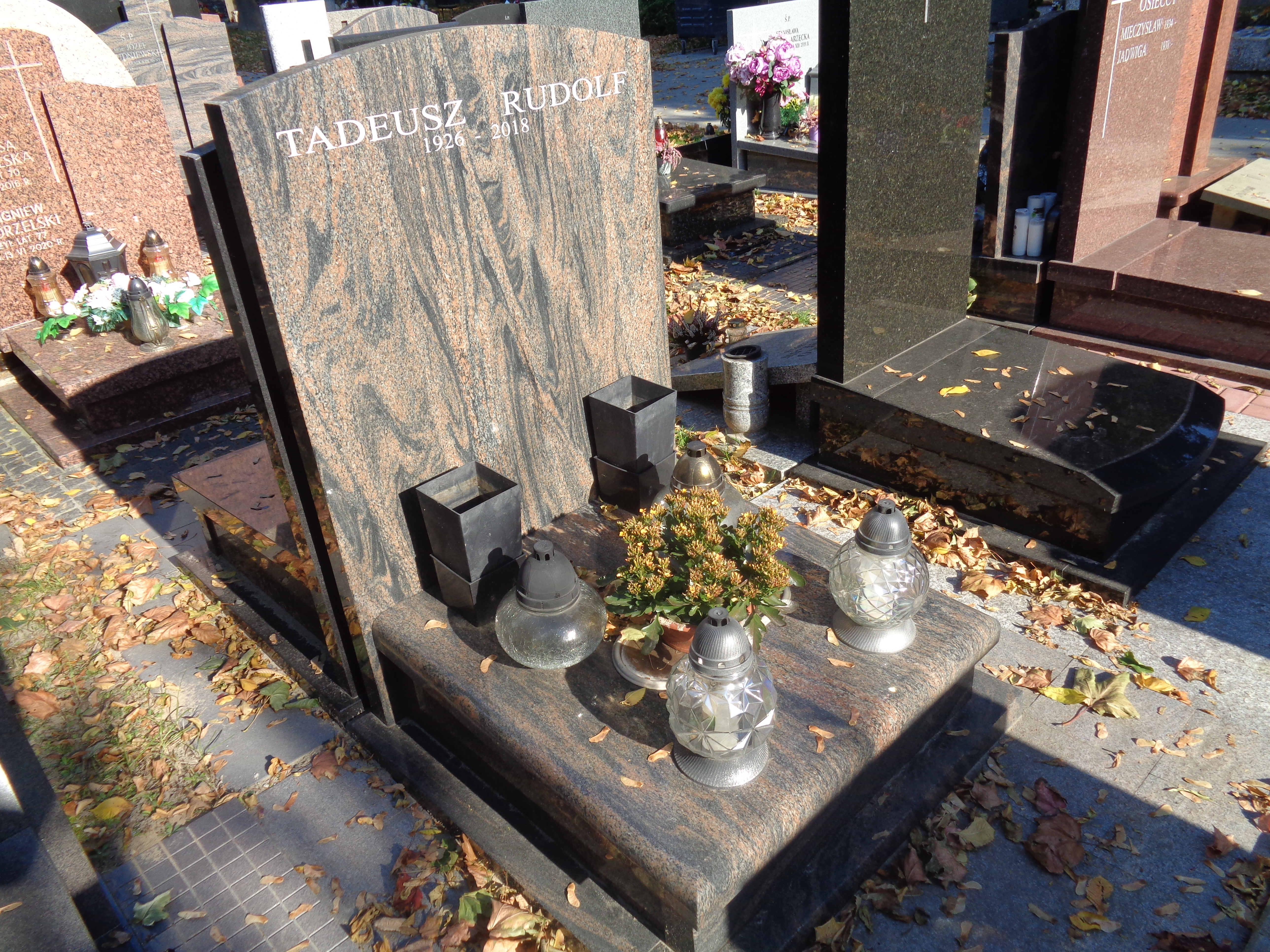
Grób Tadeusza Rudolfa na Cmentarzu Wojskowym na Powązkach

Pochowany 30 sierpnia 2018 w grobie urnowym na Cmentarzu Wojskowym na Powązkach (kw. D28/6/4).

## Odznaczenia
- Order Sztandaru Pracy I klasy
- Order Sztandaru Pracy II klasy
- Krzyż Oficerski Orderu Odrodzenia Polski
- Brązowy Krzyż Zasługi (1946)[4]
- Medal 10-lecia Polski Ludowej (1955)[5]
- Złote Odznaczenie im. Janka Krasickiego (1958)[6]
- Złota odznaka „Zasłużonemu w rozwoju województwa katowickiego” (1978)[7]
- Medal pamiątkowy „Za zasługi dla Warszawskiego Okręgu Wojskowego” (1970)[8]
- Honorowy członek Związku Socjalistycznej Młodzieży Polskiej (1982)[2]
- Odznaka „Za zasługi dla ZSMP” (1982)[2]